# Piero Moioli
Piero Moioli est un chanteur, guitariste, auteur-compositeur français, né à Metz. Il a notamment participé au groupe de ska français Skaferlatine, avant de se lancer dans une carrière solo, d'abord sous le nom de Le P'tit Jézu, puis sous son vrai nom.

## Parcours musical

### Débuts avec Skaferlatine
De 1990 à 2000 Piero Moioli est le chanteur et guitariste de Skaferlatine. Le groupe est considéré comme un pionnier de la scène ska hexagonale et  enregistre trois albums en dix ans. Skaferlatine tourne en France et à l'international (notamment en Allemagne, République tchèque et Pologne ).  

### Le P’tit Jézu
Piero Moioli commence une carrière solo en 2000 sous le pseudonyme « Le P’tit Jézu ». Il enregistre trois albums et tourne en France, en Allemagne. Le premier album Le p'tit Jezu sort en 2000. Les titres phares de cet album sont La Sève et I Macaroni (nom donné aux immigrés italiens venus travailler dans les mines et usines du Nord Est de la France). 
En 2001, au Chantier des Francos il est remarqué par J-L Foulquier qui l'invitera dans Plusieurs émissions sur France Inter et le programmera aux Francofolies de La Rochelle en 2002. Le live "Une Nuit à Sarrebruck " (fff Telerama) sort en 2003. Album issu d'une captation live et en public, du concert donné à la radio allemande Sr3.
La tournée de cet album emmènera Le P'tit Jézu sur les routes de France et d'Allemagne, jusqu'au "24 hours Festival" de Moscou.
Parallèlement, il crée en 2004 avec Zézé Mago et Louis Ville, Les Montreurs d’Ours, combo réunissant les trois chanteurs et leurs musiciens pour une série de spectacles à Metz, Nancy et Paris, qui durera un an.
En 2006 sort l’album Martinengo sur le label Sterne/Sony Music. L'album porte le nom de Martinengo du village de Lombardie, berceau de sa famille. Album enregistré par Piero Moioli à la Maison et où il joue toutes les parties instrumentales. 

### Suite de carrière solo et retour à Piero Moioli
En 2008, Piero Moioli se produit pour la première fois sous son vrai patronyme lors du concert au Nikolaisaal (de) de Potsdam, accompagné de Zélie Lamarque à la contrebasse et de Gaël Le Billan au piano. En 2010 sort le premier album de Piero Moioli Dans les squares en été, toujours sur le label Sterne/Sony Music, album enregistré par Yves Wernert et réalisé par Marc Minelli.
Le clip du titre Dans les squares en été est réalisé par Thierry Bellia. 
Les chansons It's Over et Dans les squares en été seront les titres les plus diffusés en radio
En 2011, Piero Moioli et ses musiciens donnent deux représentations live de l’album Bonnie and Clyde de Serge Gainsbourg au Théâtre Jacques Brel de Talange. En 2012, il reforme Skaferlatine pour une tournée européenne qui se terminera en Août 2013 au Mighty Sounds Festival en République Tchèque.
En 2016 Piero Moioli compose la musique du Film et du Spectacle "Mémoire Ouvrière", sur la vie des ouvriers de la métallurgie en Lorraine. (Réalisateur : Thomas Bour - Compagnie de Théâtre "la mandarine blanche") 
En Août 2016 Piero Moioli sort l'EP "Davanti a me".

## Discographie

### Piero Moioli
- 2016 : Davanti a me (Casa Nostra)
- 2010 : Dans les squares en été (Casa Nostra / Sterne / Sony Music)
- 2008 : LP 6 titres (Casa Nostra)

### Le P’tit Jézu
- 2006 : Martinengo (Casa Nostra / Sterne / Sony Bmg)
- 2002 : Une Nuit à Sarrebruck (Casa Nostra / Mosaic Music) – fff télérama[7]
- 2000 : Le P’tit Jézu (Casa Nostra / Scalen) – ff télérama

### Skaferlatine
- 1997 : Basta Basta (Noco/Wagram)
- 1995 : En Chantier (Noco/Wagram)
- 1993 : En Piste (Noco/Wagram)
- 1991 : Il était une fois dans l’Est -LP